# Seznam českých exonym
Tento seznam českých exonym zahrnuje české ekvivalenty pro cizojazyčné místní zeměpisné názvy ze všech oblastí světa, kromě německy hovořících (ty jsou vyčleněny do článku Seznam českých exonym pro německá toponyma) a kromě Polska (ty jsou samostatně v článku Seznam českých exonym pro polská toponyma).
Seznam záměrně neobsahuje názvy, které představují jen drobnou hláskovou obměnu cizího názvu nebo jsou přímo jeho transkripcí nebo transliterací, např. Moskva, Sofie, Sicílie. Jako „zastaralá“ jsou označována exonyma, která se v běžném jazyce již nevyskytují (což ovšem neznamená, že např. v historiografii či národopisu nejsou stále užívána), do kategorie „vychází z užívání“ byla zařazena ta, která leží na pomezí a zpravidla je používá nebo alespoň zná především starší generace, zatímco mladí lidé užívají transkripci cizího místního jména, a konečně „historická“ exonyma ztratila opodstatnění, neboť objekt, jejž označovala, zanikl nebo byl přejmenován.

## A
- Adiže – Adige
- Akvitánie – Aquitaine
- Albánský Bělehrad – Berat – zastaralé
- Alexandrie – al-Iskandaríja (الإسكندرية‎)
- Aljaška – Alaska
- Alsasko – fr. Alsace, něm. Elsaß
- Alžír – ar. al-Džazá'ir (الجزائر‎), franc. Alger
- Amsterodam – Amsterdam
- Antiochie – Antakya
- Antverpy – niz. Antwerpen, franc. Anvers
- Apulie – Puglia
- Asturie – šp. Asturias, ast. Asturies
- Ašvaň - ukr. Tysaašvaň (Тисаашвань)
- Atény, Athény – Athina (Αθήνα)

## B
- Baskicko – šp. Vasconia, bask. Euskal Herria
- Basilej – něm. Basel, fr. Bâle
- Bělá – Fella – zastaralé
- Bělehrad – Beograd
- Benátky – Venezia
- Betlém – ar. Bajt Lahm (بيت لحم‎), hebr. Bejt Lechem (בית לחם‎)
- Bílá Cerekev – Bila Cerkva
- Biskajský záliv – špan. Mar Cantábrico, Golfo de Vizcaya, fr Golfe de Gascogne, bask. Bizkaiko Golkoa
- Blatenské jezero – Balaton – zastaralé
- Blatnohrad – maď. Mocsárvár, něm. Mosaburg – historické
- Blatný Potok – Sárospatak
- Bombaj – Mumbaí (मुंबई)
- Bořutín – Borucin
- Bretaň – franc. Bretagne, bret. Breizh
- Brugy – Brugge
- Brusel – franc. Bruxelles, niz. Brussel
- Budapešť – Budapest
- Budín – Buda – historické, dnes jedna z částí Budapešti
- Budyšín – něm. Bautzen, hornolužickosrbsky Budyšin
- Bukurešť – Bucureşti
- Burgundsko – Bourgogne

## C
- Cařihrad – İstanbul – historické (též Konstantinopol)

## Č
- Černovice – Černivci (Чернівці)
- Černý Ardov –  Čornotysiv (Чорнотисів)
- Černý Potok – Čornyj Potik (Чорний Потіk)

## D
- Damašek – Dimašk (دمشق‎)
- Debrecín – Debrecen
- Dedeagač – Alexandrupoli (Αλεξανδρούπολη) – historické
- Dillí – Delhi
- Dobrudža – Dobrogea
- Drač – Durrës
- Drinopol – Edirne – zastaralé
- Dubrovník – Dubrovnik

## E
- Eufrat – tur. Fırat, ar. al-Furát (الفرات‎)

## F
- Filadelfie – Philadelphia
- Florencie – Firenze
- Frísko – niz. Friesland, frís. Fryslân

## G
- Gardské jezero – Lago di Garda[1]
- Gorice – it. Gorizia, slovin. Gorica, něm. Görz
- Groninky – Groningen[2] – zastaralé

## H
- Halič – ukr. Halyčyna (Галичина), pol. Galicja
- Holštýnsko – něm. Holstein, dán. Holsten
- Ho Či Minovo Město – Ho Chi Minh City, dříve Saigon
- Hořejší jezero – Lake Superior
- Huronské jezero – Lake Huron

## Ch
- Charkov – Charkiv (Харків)

## I
- Istanbul – İstanbul
- Irbíl/Erbíl – ar. Arbīl (اربيل‎), kurd. Hewlêr (ھەولێر)

## J
- Jager – Eger – zastaralé
- Janina – Ioánnina (Ιωάννινα)
- Janov – Genova
- Jarkand – čín. Ša-čche (莎车, Shāchē), ujgur. Yəkən (يەكەن‎)
- Jasy – Iaşi
- Jeruzalém – hebr. Jerušalajim (ירושלים‎), ar. al-Kuds (القُدس‎)
- Jutsko – Jylland

## K
- Káhira – al-Qáhira (القاهرة‎)
- Kamenec – Szombathely – zastaralé
- Kamenec Podolský – Kamjanec Podilskyj (Кам’янець-Подільський)
- Kanton – Kuang-čou (廣州, Guangzhou)
- Kaledonské hory – North West Highlands
- Kapské Město – angl. Cape Town, afrik. Kaapstad
- Kapsko – angl. Cape Province, afrik. Kaapprovinsie – historické
- Karélie – fin. Karjala, rus. Karelija (Карелия)
- Karlovský Bělehrad – Alba Iulia – zastaralé
- Kastilie – Castilla
- Kašgar – čín. Kcha-š' (喀什, Kāshí), ujgur. Qäshqär (قەشقەر‎)
- Katalánsko – šp. Cataluña, kat. Catalunya
- Kišiněv – Chişinău
- Kluž – rumun. Cluj-Napoca, maď. Koloszvár
- Kovno – Kaunas – zastaralé
- Kodaň – København
- Komské (Comské) jezero – Lago di Como – zastaralé
- Korint – Korinthos (Κόρινθος)
- Korutany – něm. Kärnten, slovin. Koroška[3]
- Kouba – Cham
- Královec – Kaliningrad (Калининград) – historické
- Královo nad Tisou - ukr. Korolevo (Королево)
- Křemenec - ukr. Kremenec (Кременець), pol. Krzemieniec – zastaralé
- Kresčak – Crécy-en-Ponthieu
- Kréta – Kriti (Κρήτη)
- Kyjev – Kyjiv (Київ)

## L
- Libava – Liepāja – zastaralé
- Lisabon – Lisboa
- Londýn – London
- Lotrinsko – franc. Lorraine, něm. Lothringen
- Lovaň – Leuven
- Lublaň – Ljubljana
- Lucemburk – Luxembourg
- Lurdy – Lourdes
- Lutych – franc. Liège, niz. Luik
- Luxor – al-Uqsur (الأقصر‎)
- Lvov – ukr. Lviv (Львів), pol. Lwów

## M
- Malý Varadín – Kisvárda – zastaralé
- Marmarošská Sihoť – Sighetu Marmaţiei – zastaralé
- Mekka – Makka al-Mukarrama (مكة المكرمة‎)
- Mety – Metz
- Milán – Milano
- Miškovec – Miskolc
- Mitava – Jelgava – zastaralé
- Mosul – al-Mawsíl (الموصل‎)
- Mylhúzy – Mulhouse
- Mys Dobré naděje – Cape of Good Hope

## N
- Nanking – čín. Nan-ťing' (南京, Nánjīng)
- Nasavsko, Nasava – Nassau
- Neapol – Napoli
- Němen – běl. Ňoman (Нёман), lit. Nemunas, rus. Něman (Неман), pol. Niemen
- Neziderské jezero – něm. Neusiedler See, maď. Fertő
- Nová země – Novaja Zemlja
- Nové Skotsko – Nova Scotia
- Nový Amsterdam/Nový York – New York, New York City – historické
- Nový Brunšvik – New Brunswick
- Nový Jižní Wales – New South Wales
- Nový Zéland – New Zealand

## O
- Oravice – rumun. Oraviţa
- Oranžsko – Oranje – vychází z užívání
- Ostřihom – Esztergom

## P
- Pád – Po
- Pernov nebo Pernava – Pärnu – zastaralé
- Paříž – Paris
- Peking – Pej-ťing (北京, Beijing)
- Pětikostelí – Pécs – zastaralé
- Petrohrad – Sankt-Petěrburg (Санкт-Петербург)
- Píšťany – Piešťany – zastaralé
- Plavá – Piave – zastaralé
- Plavno – Plauen
- Plevno – Pleven (Плевен) – zastaralé
- Pobřeží slonoviny – Côte d'Ivoire
- Podolí – Podillja (Поділля)
- Pompeje – lat. Pompeii – historické
- Provensálsko – franc. Provence, okcit. Provença
- Ponevjež – Panevežys – zastaralé
- Porýní-Falc – Rheinland-Pfalz
- Prešpurk – Prešporok – historické, dnes Bratislava
- Prudník – Prudnik

## R
- Ráb – Győr – vychází z užívání
- Remeš – Reims
- Reval – Tallinn – historické
- Rýn – něm. Rhein, franc. Rhin, niz. Rijn

## Ř
- řeka svatého Vavřince – St. Lawrence River
- Řezno – Regensburg
- Řím – Roma

## S
- Sardinie – it. Sardegna, sard. Sardìgna
- Savojsko – it. Savoia, franc. Savoie
- Sedmihradsko/Transylvánie – rumun. Transilvania, maď. Erdély, něm. Siebenbürgen
- Segedín – Szeged – vychází z užívání
- Sibiř – Sibir (Сибирь)
- Sibiň – rumun. Sibiu, maď. Nagyszeben, něm. Hermannstadt
- Skadar – Shkodër
- Skalisté hory – Rocky Mountains
- Slovinský Hradec – slovin. Slovenj Gradec, něm. Windischgrätz
- Smyrna – İzmir
- Soluň – Thessaloniki (Θεσσαλονίκη) – vychází z užívání
- Stanislav – pol. Stanislawów, dnes ukr. Ivano-Frankivsk – historické
- Starý Budín – Óbuda – historické, dnes jedna z částí Budapešti
- Stoličný Bělehrad – Székesféhervár
- Stoličný Vyšehrad – Visegrád – zastaralé
- Střelkový mys, Jehlový mys – Cape Agulhas
- Sučava – Suceava
- Svatý Ondřej – Szentendre – zastaralé

## Š
- Šanghaj – Šang-chaj (上海, Shànghǎi)
- Šarišský Potok – maď  Sárospatak
- Šelda – fr. Escaut, niz. Schelda
- Šopava – Zschopau (řeka)
- Šopava – Zschopau (město)
- Šoproň – Sopron
- Špicberky – Svalbard
- Štrasburk – Strasbourg
- Štýrský Hradec – Graz

## T
- Stolová hora – Table Mountain
- Tarent – Taranto
- Tarnopol – Ternopil (Тернопіль)
- Tarvisio – Trbíž – zastaralé
- Temeš – Tamiš – vychází z užívání
- Temešvár – Timişoara
- Temže – Thames
- Terst – Trieste
- Tibera – Tevere
- Tigris – tur. Dicle, kurd. Dîjle (دیجلە), ar. Didžla (دجلة‎)
- Tirana – Tiranë
- Trident – Trento
- Tripolis – Tarábulus (طرابلس‎)
- Turín – Torino
- Tylže – Sovětsk (Советск) – historické

## U
- Urumči – čín. Wu-lu-mu-čchi (乌鲁木齐, Wūlǔmùqí), ujgur. Urumči (ئۈرۈمچی‎)

## V
- Vacov – Vác – zastaralé
- Velká jezera – the Great Lakes
- Velký Varadín – Oradea
- Videm – Udine – zastaralé
- Vilno – Vilnius – zastaralé
- Vindava – Ventspils – zastaralé
- Vlára (Vlora) – Vlorë – zastaralé
- Vogézy – Vosges
- Volha – Volga (Волга)

## Z
- Záhřeb – Zagreb
- Zámuří – slovin. Prekmurje, maď. Muravidék
- Západní Dvina – rus. Zapadnaja Dvina (Западная Двина), běl. Zachodňaja Dzvina (Заходняя Дзвіна), lot. Daugava
- Záporoží – Zaporižžja (Запоріжжя)
- Zelený mys – port. Cabo Verde, franc. Cap-Vert

## Ž
- Ženeva – franc. Genève, něm. Genf, it. Ginevra
- Ženevské jezero – franc. Lac Léman nebo Lac de Genève, něm. Genfersee, it. Lago di Ginevra
- Žitava – Zittau
- Žlutá řeka – Chuang-che (黃河, Huáng Hé)
- Žmuď – Žemaitija – vychází z užívání